# Élan Béarnais Pau-Lacq-Orthez
O Élan Béarnais Pau-Lacq-Orthez é um clube profissional de basquetebol sediado na cidade de Pau (Pirenéus Atlânticos), França que atualmente disputa a Liga Francesa. Foi fundado em 1908 e manda seus jogos no Palácio de Esportes de Pau que possui capacidade de 7707 espectadores.

## Títulos
- 1x  Copa Korać 1983-84
- 9x  Ligas francesas: 1985-86, 1986–87, 1991–92, 1995–96, 1997–98, 1998–99, 2000–01, 2002–03, 2003–04
- 3x  Copas da França:  2001-02, 2002–03, 2006–07